# Velký Újezd
Velký Újezd (in tedesco Groß Augezd) è un comune mercato della Repubblica Ceca facente parte del distretto di Olomouc, nella regione di Olomouc.